# Rothschild-kantieken
De Rothschild-kantieken is de naam van een devotieboekje dat in het begin van de veertiende eeuw geproduceerd werd in Vlaanderen of het Rijnland. De kern van het boek bevat een reeks miniaturen die de concrete weg naar de contemplatie uitstippelen.

## Samenstelling
Het is een klein devotieboekje van 118 op 84 millimeter. Het is samengesteld uit delen van de bijbel, heiligenlevens en vroegchristelijke schrijvers. Het bevat naast teksten ook 46 bladgrote en 160 kleinere miniaturen. Die miniaturen bestaan uit een Hoogliedcyclus en een Drie-eenheidscyclus uit het traktaat Over-de Drie-eenheid (De Trinitate) van Augustinus. Op de linkerbladzijde worden enkele zinnen vermeld, die dan op de rechterbladzijde 'geillustreerd' worden.
Volgens de opvatting van Bernardus van Clairvaux is er in de mystiek geen plaats voor iconografie. Ze worden eerder gezien als zintuiglijke obstakels in de zoektocht naar een transcendente vereniging met god. Dit boek volgt echter meer de strekking van Gertrude van Helfta die beweerde dat spirituele vereniging kan bereikt worden door te contempleren met behulp van afbeeldingen.

## Afbeeldingen

### Hooglied
In de afbeeldingen verwijst de auteur nadrukkelijk naar de figuur van Maria als schakel tussen de louter geestelijke drie-eenheid en de materiële figuur Jezus.
De vereniging van de individuele gelovige ziel en god werd al sinds de eerste kerkvaders een Mystiek huwelijk genoemd tussen de bruid (de ziel) en de bruidegom (Jezus)

### Drie-eenheid
Folio's 39v–44r en 74v–106r zijn gebaseerd op Augustinus' De Trinitate.
De afbeeldingen van de drie-eenheid overstijgt elke menselijke voorstelling en wordt niet antropomorf, maar zo abstract mogelijk voorgesteld door motieven als 'doek', 'cirkel' en 'licht':
- Volgens een oude interpretatie van de bijbel zijn de god, Jezus en de heilige geest met elkaar verbonden als in een doek ; toch komen ze uit hun innige omstrengeling los om de zoon te laten materialiseren in de historische figuur Jezus.
- De drie-eenheid is als een onvatbare cirkel die tevens middelpunt is
- Het licht wordt afgebeeld als een vuurkern, een vlammenster, waaruit verschillende vlammentongen oplaaien

## Herkomst
De herkomst blijft onbekend tot 1856, maar Newman suggereert dat het gemaakt werd op de benedictijner abdij van Sint-Winoksbergen.
In 1904 werd het verkocht in Parijs als onderdeel van de private verzameling van Edmond de Rothschild. Het is nu in het bezit van de Yale-universiteit (MS404 in de Beinacke Rare Book and Manuscript Library).

## Digitale versie
Op de website van de Yale-universiteit kan het volledige boekje digitaal geraadpleegd worden.